# Stereorhachis
Stereorhachis es un  género extinto de pelicosaurios sinápsidos, sus fósiles fueron encontrados en Francia, procedentes del periodo Carbonífero superior.